# Martiněves
Martiněves är en ort i Tjeckien.   Den ligger i regionen Ústí nad Labem, i den centrala delen av landet, 40 km nordväst om huvudstaden Prag. Martiněves ligger 261 meter över havet och antalet invånare är 691.
Terrängen runt Martiněves är platt.Runt Martiněves är det ganska tätbefolkat, med 60 invånare per kvadratkilometer. Närmaste större samhälle är Litoměřice, 17,9 km norr om Martiněves. Trakten runt Martiněves består till största delen av jordbruksmark.